# Alzing
Alzing är en kommun i departementet Moselle i regionen Grand Est (tidigare regionen Lorraine) i nordöstra Frankrike. Kommunen ligger i kantonen Bouzonville som tillhör arrondissementet Boulay-Moselle. År 2022 hade Alzing 401 invånare.

## Befolkningsutveckling
Antalet invånare i kommunen Alzing
| Referens: INSEE |